# Motor con espira de arranque

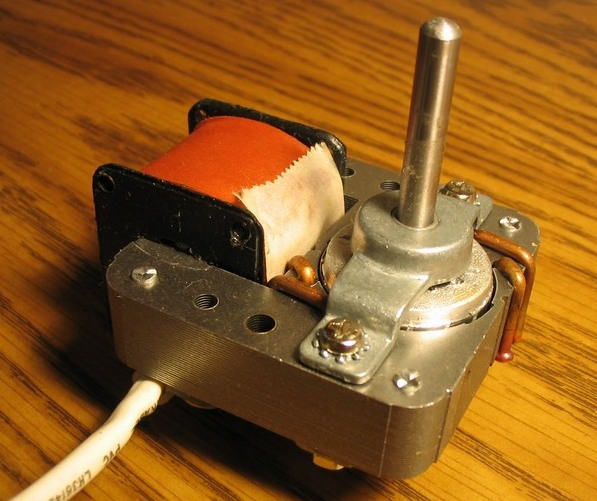
Motor con espira de arranque

El motor con espira de arranque, o  motor con espira en cortocircuito, es un motor eléctrico monofásico (sólo para corriente alterna) que se utiliza cuando se requiere poca potencia y larga duración sin mantenimiento, ya que no lleva escobillas.
Todo motor monofásico requiere la producción de un campo magnético para comenzar a girar. Una sección de cada polo está provisto de un anillo de cobre o bronce llamado "espira de Frager" (espira de arranque), donde las corrientes inducidas retrasan en su entorno el flujo magnético lo suficiente como para proporcionar un campo alterno

## Principio de funcionamiento

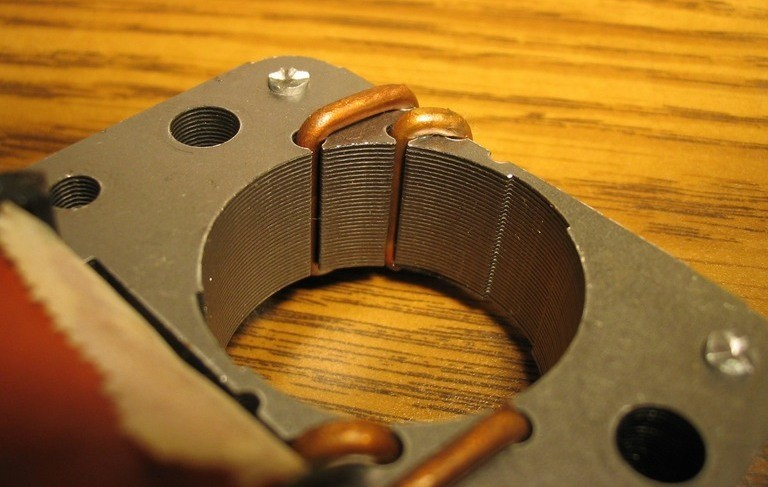
Detalle de las espiras de arranque

El motor con espira de arranque es básicamente un motor que está formado por un estator con un núcleo de polos salientes y el rotor de tipo jaula. Este motor no lleva bobinado auxiliar; en su lugar tiene un par de espiras en cada polo formadas por unos aros de cobre en cortocircuito que cubren una porción de cada polo; se llaman espiras de arranque y están en oposición de fase, a 180° una respecto de la otra .
Al aplicar una tensión eléctrica alterna se genera un campo magnético de distinta fase a lo largo del interior del núcleo ferromagnético. La fase del campo generado en la parte del núcleo donde están las espiras en cortocircuito, es distinta de la del campo generado en el lado donde no hay espiras. La diferencia no llega a 90° pero es suficiente para que el flujo magnético adquiera una cierta inclinación que, al pasar a través de los polos del rotor, genera un par lo bastante fuerte como para hacerlo girar.
El sentido de rotación es desde el lado sin bobina en cortocircuito hacia el lado con bobina en cortocircuito. Teniendo en cuenta que la diferencia del ángulo de fase entre las secciones con espira y sin espira es pequeño, se puede cambiar mediante la inversión de la posición del circuito magnético del estator. La velocidad de giro del motor dependerá del número de polos y de la frecuencia de la corriente alterna aplicada.

## Aplicaciones
Entre sus ventajas están: su bajo coste, reducido consumo, una construcción simple y poco mantenimiento. Entre las desventajas están su poca potencia, su escaso par y su baja eficiencia.
Se utiliza por lo general en pequeños electrodomésticos que necesitan motores de poca potencia como los ventiladores de uso general, el plato de los hornos microondas, las platinas de tocadiscos de gran público, los ventiladores de aire acondicionado o los de ordenador.